# Étienne Charry
 (février 2024).
Si vous disposez d'ouvrages ou d'articles de référence ou si vous connaissez des sites web de qualité traitant du thème abordé ici, merci de compléter l'article en donnant les références utiles à sa vérifiabilité et en les liant à la section « Notes et références ».
Étienne Charry, né le 5 novembre 1962, est un compositeur et un artiste plasticien français.

## Biographie
Charry est cofondateur du groupe de musique Oui Oui avec Michel Gondry, Gilles Chapat et Nicolas Dufournet. Par la suite, Charry enregistre deux albums solo sous le label Tricatel : 36 erreurs en 1999 et Aube radieuse serpents en flammes en 2002.
En 2014, Charry début un nouveau projet intitulé Catalogue. Si les artistes de Catalogue sont inventés, les musiques qu’ils sont censés avoir créées, les costumes qu’ils portent lors de leurs prestations, les décors, les chorégraphies, les instruments créés pour ces occasions sont bien réels. Ce projet donne lieu à des expositions, des performances, des tournages en public, des spectacles et à de nombreux autres développements.
Il compose aussi pour la télévision et le cinéma. Il compose notamment pour certains films de Michel Gondry[Lesquels ?].

## Discographie

### AvecOui Oui
- Chacun tout le monde
- Formidable

### Solo
- 36 erreurs (1999)
- Aube radieuse serpents en flammes (2002)

## Filmographie

### Compositeur
- 2008 : Tokyo ! - segment Interior design de Michel Gondry
- 2010 : Robert Mitchum est mort d'Olivier Babinet et Fred Kihn
- 2013 : L'Écume des jours de Michel Gondry
- 2015 : L'Élan d'Étienne Labroue et Marc Bruckert
- 2017 : Détour[2] - musique du film de Michel Gondry
- 2023 : Le Livre des solutions de Michel Gondry

### Acteur
- 2015 : Microbe et Gasoil de Michel Gondry : l'organisateur du concours de dessin